# Gunda Georg
Gunda I. Georg es una química y actualmente profesora, presidente de McKnight, catedrática dotada de Robert Vince en la Universidad de Minnesota y editora en jefe del Journal of Medicinal Chemistry de la American Chemical Society.

## Carrera
Sus intereses de investigación son los agentes de síntesis, semisíntesis y biología.  Una experta citada en su campo, fue elegida para la Asociación Americana para el Avance de la Ciencia en 1996.  Junto con los químicos, Shameem Syeda y Gustavo Blanco, son investigadores líderes en anticoncepción masculina.

## Educación
Obtuvo su BS y Ph.D. de la Universidad de Marburg en 1975.

## Publicaciones Seleccionadas
- Hawkinson, JE; Sinville, R .; Mudaliar, D .; Shetty, J .; Ward, T .; Herr, JC; Georg, inhibidores potentes de pirimidina y pirrolopirimidina de la serina / treonina quinasa específica de testículo (TSSK2).  ChemMedChem 2017, (aceptado).  DOI: 10.1002 / cmdc.201700503.
- Ayoub, A .; Hawk, ML; Herzig, RJ; Wisniewski, AJ; Gee, C. Zhu, J.-Y .; Berndt, N .; Scott, TG; Qi, J .; Jun, Q .; Bradner, JE; Ward, TR; Schönbrunn, E .; Georg, GI; Pomerantz, WCK BET Inhibidores de bromodominio con síntesis de un paso descubiertos desde una pantalla virtual.  J. Med.  Chem. 2017, 60, 4805-4817.
- Syeda, SS; Carlson, EJ; Miller, MR; Francis, R .; David E. Clapham, DE; Lishko, PV; Hawkinson, JE; Gancho, D .; Georg, GI. La sirenina de feromona sexual fúngica activa el complejo del canal humano CatSper.  ACS Chem.  Biol. 2016, 11, 452-459.
- Patil, S .; Lis, LG; Schumacher, RJ; Norris, BJ; Morgan, ML; Cuellar, RAD; Blazar, BR; Suryanarayanan, R .; Gurvich, VJ; Georg, GI Fosfonoximetil, profármaco de triptólido: síntesis, caracterización fisicoquímica y eficacia en el adenocarcinoma de colon humano y el cáncer de ovario.  J. Med.  Chem. 2015, 58, 9334-9344.
- Syeda, SS; Jakkaraj, S .; Georg, GI Síntesis escalable del inhibidor de bromodominio BET JQ1.  Tetraedro Lett. 2015, 56, 3454-3457.